# Aeshna grandis
Aeshna grandis là loài chuồn chuồn trong họ Aeshnidae. Loài này được Linnaeus mô tả khoa học đầu tiên năm 1758.

## Hình ảnh

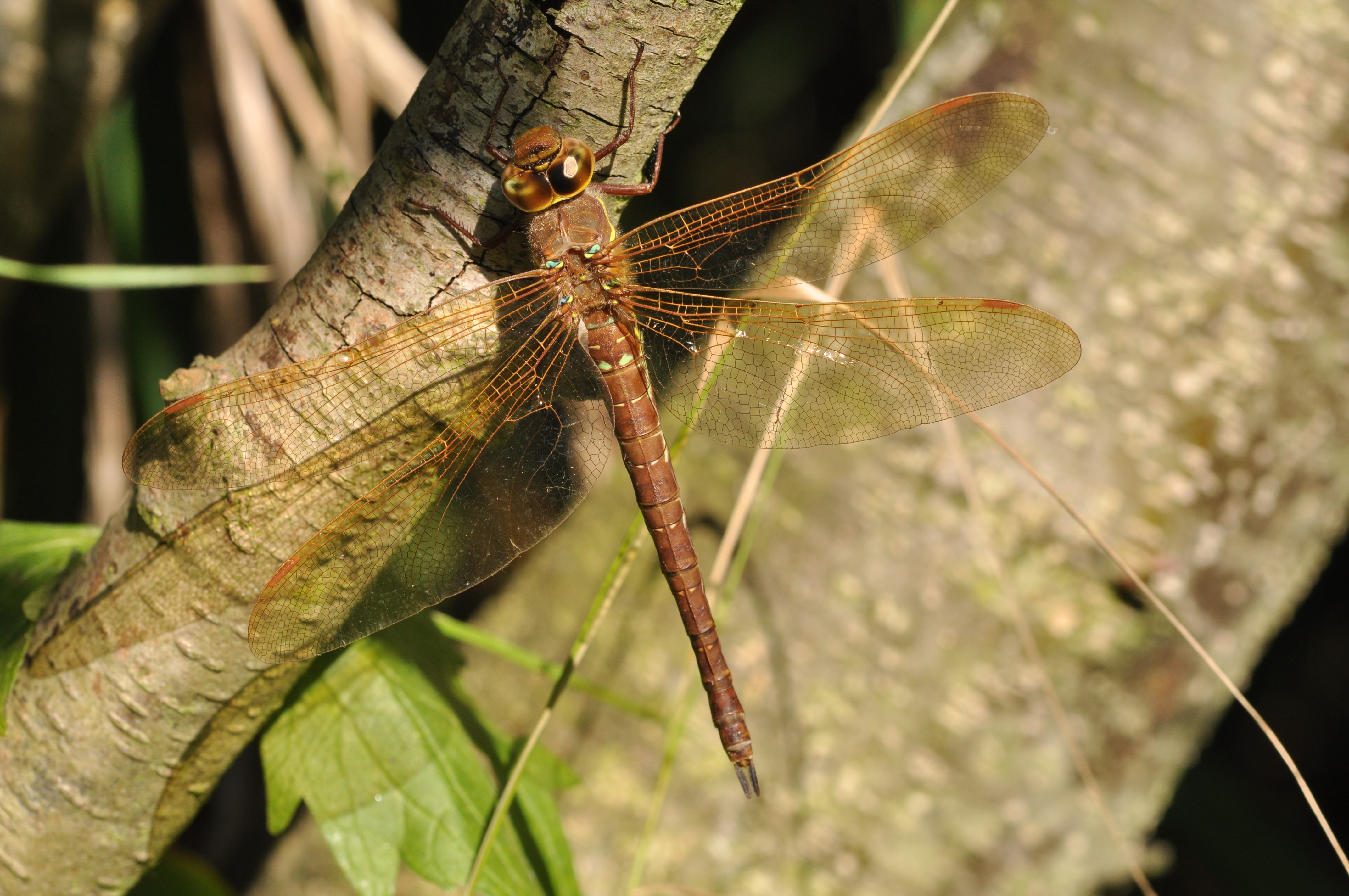
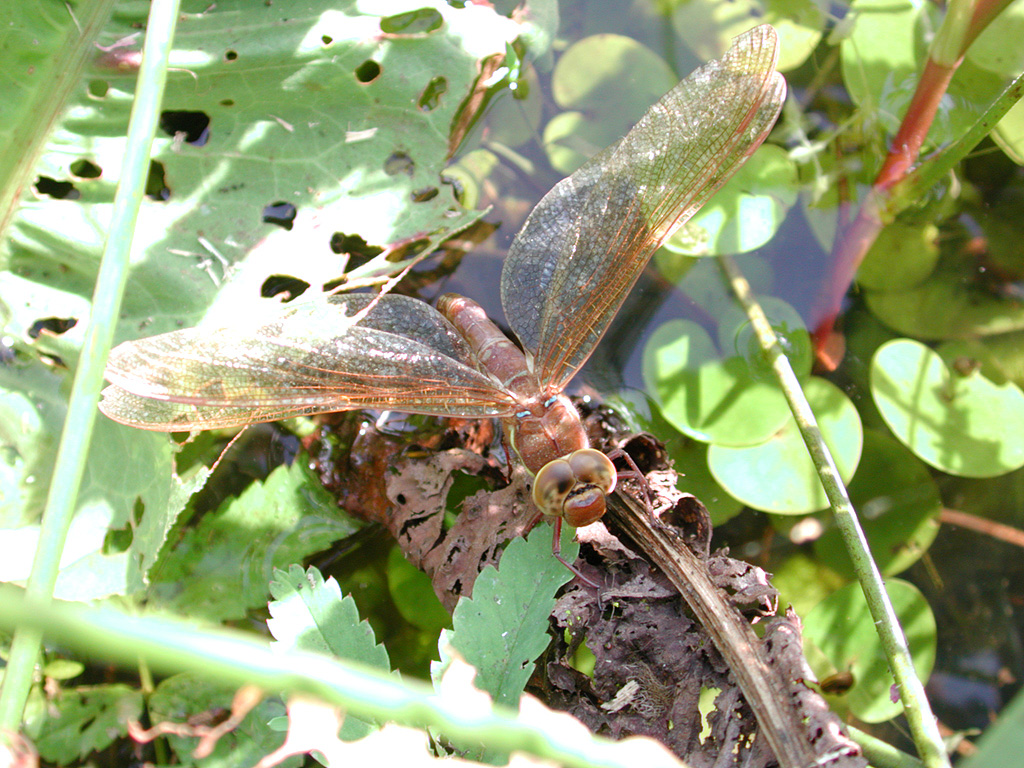
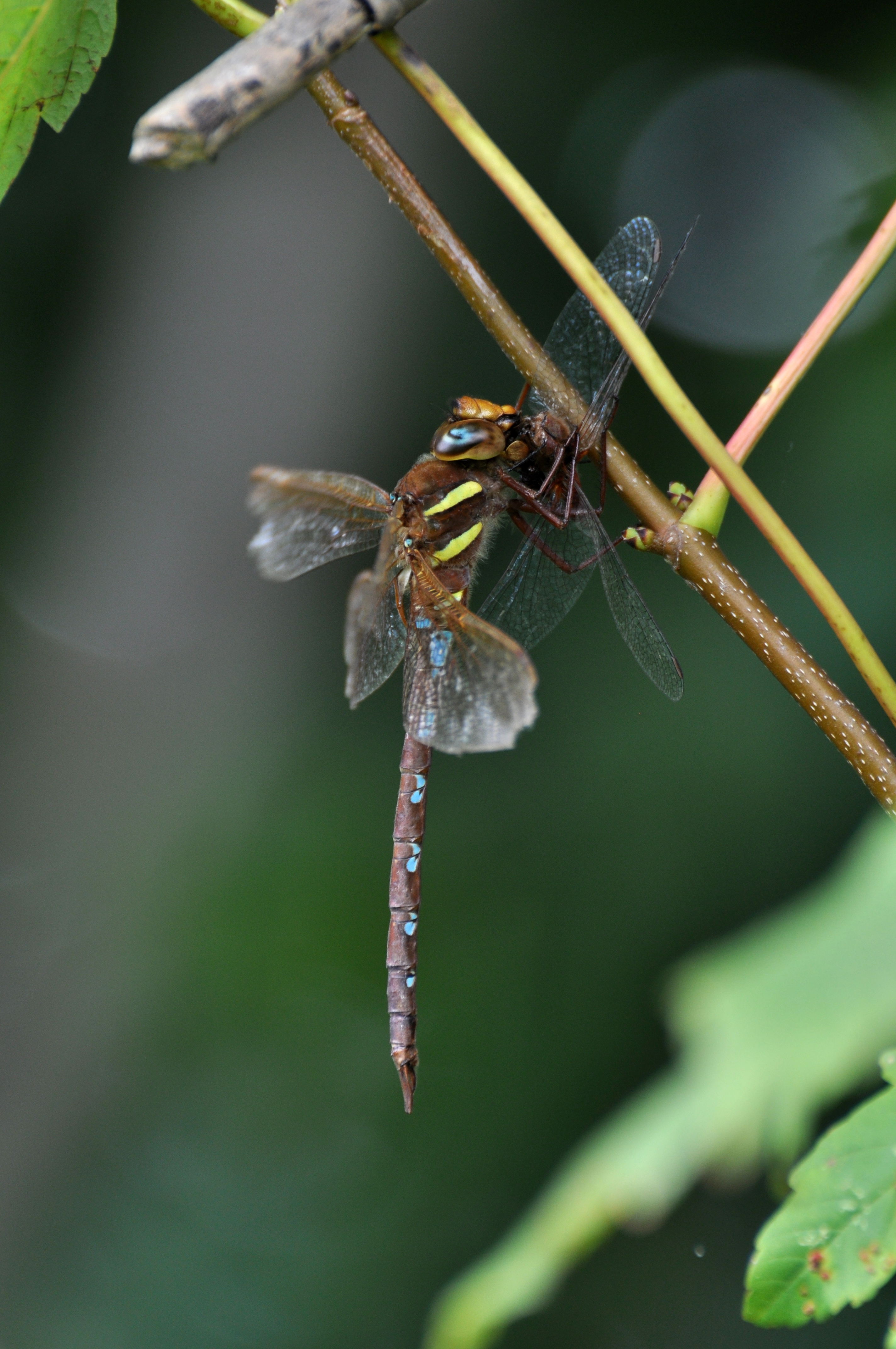
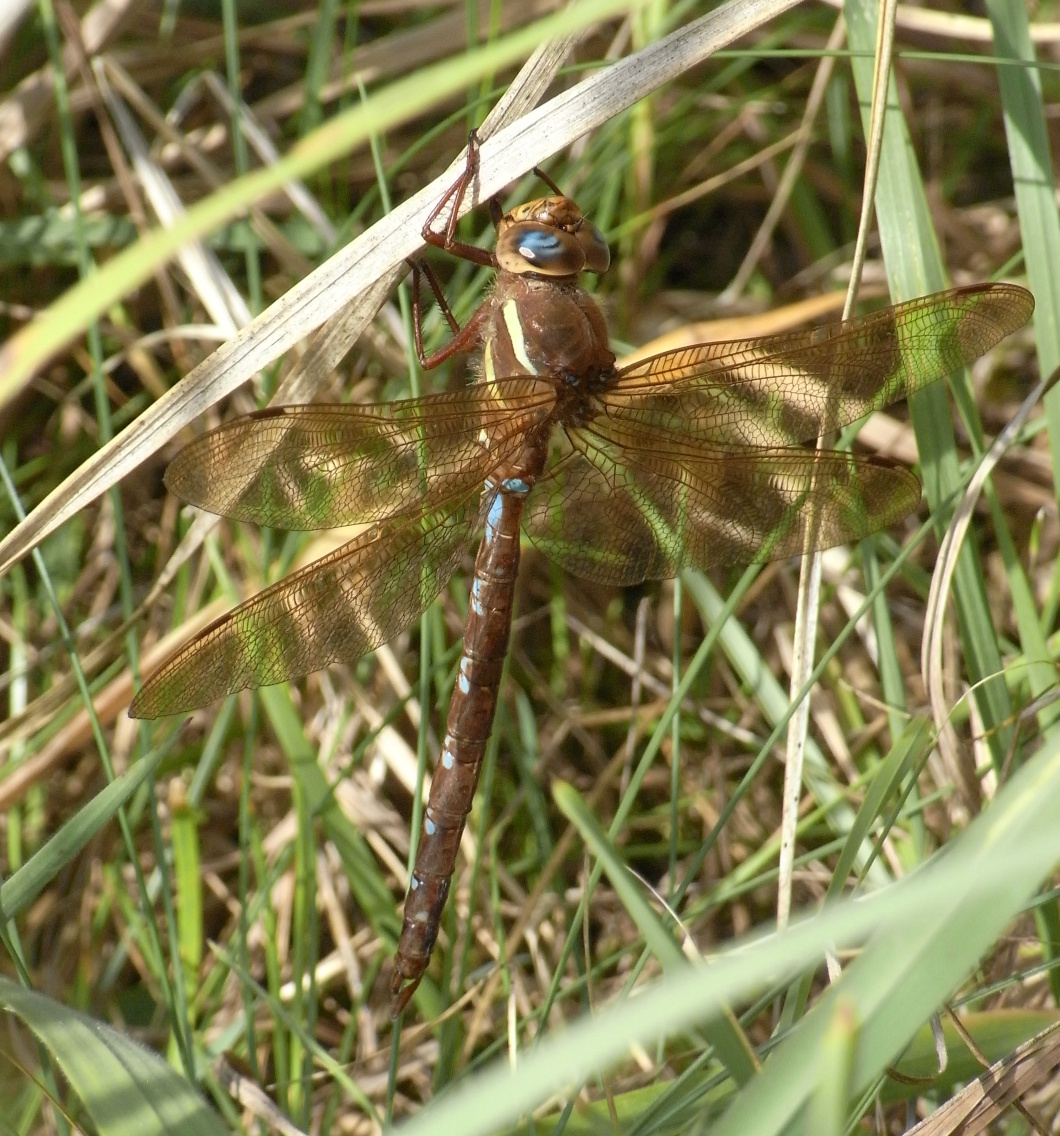